# Paice, Ashton & Lord

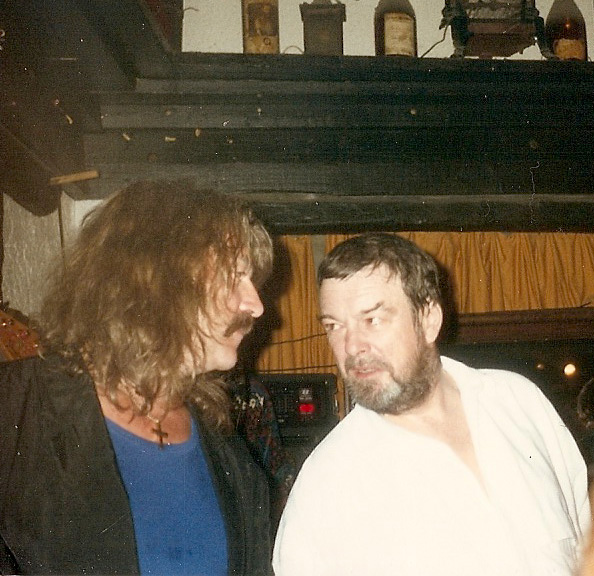
Tony Ashton en Jon Lord

Paice, Ashton & Lord (PAL), is een rhythm & blues, funky-soul, rockband opgericht nadat Deep Purple ophield in 1976. Ian Paice en Jon Lord, Deep Purple's drummer en toetsenist werkten samen met hun vriend Tony Ashton een British toetsenist en zanger voor dit project. Het trio werd aangevuld met gitarist Bernie Marsden en bassist Paul Martinez. Een blazerssectie en Backing-vocals vervolledigden het geheel.
Lord had al een album gemaakt met Ashton in 1974 "The First Of The Big Bands". Tony Ashton had ook samengewerkt op Lord's Gemini Suite project in 1971, waarin hij de lead vocals op het eerste lied zong. Ashton participeerde ook in the Wizard's Convention 1, 2 en 3. Een album werd opgenomen als PAL :  "Malice in Wonderland" en kwam uit in 1977, heruitgegeven op cd door Purple Records in 2001, met demo's van het tweede album dat nooit uitgebracht werd. Ashton had nogal wat problemen om als frontman voor de grote massa te staan. Daardoor speelde men met het idee om (ook al ex-Deep Purple) zanger David Coverdale toe te voegen en de groep in CLAP om te dopen. Coverdale weigerde echter, waarna de groep een stille dood stierf. Gitarist Bernie Marsden dook al snel (1978) op in David Coverdale zijn nieuwe band Whitesnake en zou ironisch genoeg gevolgd worden door respectievelijk Lord (reeds in 1978) en Paice (in 1979). Ashton stierf op 28 mei 2001.

## Discografie
- Gemini Suite (Lord) 1971
- The First Of The Big Bands (Ashton & Lord) 1974
- Malice in Wonderland (Paice, Ashton & Lord) 1977, 2001